# ضمایر (مجموعه‌داستان)
ضمایر عنوان کتابی است از علی‌مراد فدایی‌نیا.  این کتاب مجموعه‌ای است حاوی داستان‌های کوتاه که هر یک به نوعی با دیگری در ارتباط است. موضوع اصلی همه‌ی داستان‌ها غم غربت و دوری از وطن و زیستن در کشوری بیگانه است.
این کتاب نخستین بار در ایران در سال ۱۳۸۳ توسط نشر سالی منتشر شد.